# Pedagogicko-psychologická poradna
Pedagogicko-psychologická poradna, dále jen PPP, je školské poradenské zařízení spadající do kompetence školských odborů v jednotlivých krajích celé ČR.
Jde o specializované zařízení, které poskytuje odbornou pomoc a podporu dětem, žákům, rodičům a pedagogům v oblasti vzdělávání a psychického vývoje. Hlavním cílem PPP je pomoci rozpoznat a řešit problémy, které mohou ovlivnit školní výkon, chování, emocionalitu nebo sociální adaptaci dětí a mladistvých.
PPP začaly vznikat koncem 50. let 20. století, první tehdy nazývaná dětská psychologická poradna vznikla v r. 1958 v Brně. Tyto poradny zpočátku řešily nejen problematiku výchovy, ale navazovaly na systém poraden pro volbu povolání, a řešily tedy profesní orientaci na základě psychologické diagnostiky.

## Funkce a služby
- Diagnostika – Posuzuje školní zralost, intelektové schopnosti, vývojové a emocionální problémy, specifické poruchy učení (např. dyslexie, dysgrafie), poruchy chování apod. Identifikuje tyto problémy a navrhuje jejich řešení
- Poradenství – Poskytuje poradenství pro rodiče a pedagogy a rady, jak lépe pracovat s dětmi. Jak podporovat jejich rozvoj a zlepšit školní výsledky
- Psychoterapie – Psychoterapeutická a intervenční podpora pro děti, které čelí psychickým obtížím. Mezi ně mohou patřit úzkosti, deprese, stres nebo problémy v sociálních vztazích

Tyto služby poskytují PPP pro osoby ve věku 3 až 19 let, dále i jejich rodičům a učitelům. Služby poraden jsou bezplatné.

## Legislativní rámec
Podle školského zákona 561/2004 § 116 jde o zařízení, která zajišťují pro děti, žáky a studenty a jejich zákonné zástupce diagnostickou, poradenskou a metodickou činnost. Dále poskytují odborné, speciálně pedagogické služby a preventivně výchovnou péči. S jejich pomocí tak napomáhají s volbou vhodného vzdělávání dětí, žáků nebo studentů.
PPP v České republice zřizují krajské úřady. Každý kraj má zodpovědnost za zajištění dostupnosti těchto poraden pro děti, žáky a jejich rodiče na svém území. Krajské úřady mohou PPP zřizovat přímo nebo prostřednictvím právnických osob, které se na tuto činnost specializují.

## Historie
Pedagogicko-psychologická poradenská péče začínala v Anglii koncem devatenáctého století. Tehdy Francis Galton otevřel laboratoř jejímž cílem bylo poznat osobnost dítěte a na jejím základu nabízet rady při výchově a vzdělávání. Z té laboratoře se později stala první psychologická výchovná poradna, která v roce 1928 byla oficiálně pojmenována Child Guidance Clinic (Dětská poradna).
Další vývoj nastal ve Francii, kde v roce 1905 psycholog Alfred Binet zřídil pedagogickou laboratoř. Zde mimo pedagogicko-psychologické poradenství začalo vznikat i poradenství pro volbu povolání.
První česká poradna pro volbu povolání vznikla 15. 11. 1919. Na této instituci se podílel pedagog a psycholog Otakar Chlup. I tehdy se experti z oboru domnívali, že dítěti nemohou přímo přikázat na jaký obor se obrátit. Mohli ho pouze postrčit správným směrem pomocí doporučení.
V roce 1921 byl v Praze založen Psychotechnický ústav Masarykovy akademie práce. Ten zezačátku sledoval fyziologii a psychologii práce v průmyslu, ale později řešil přímo volby povolání dospělých osob.
Roku 1925 začaly vznikat poradny studentské a vojenské. V Praze vznikla první akademická poradna v roce 1935 jako součást Ústředního psychotechnického ústavu. Tyto poradny se týkaly studentů na základních i středních školách.

## Srovnání s cizinou
V jiných zemích, jako je Velká Británie, Kanada nebo Austrálie, existují podobné systémy, ale každá země má svou vlastní strukturu podpory dětí, žáků a studentů:
- Ve Velké Británii existují Educational Psychologists (EPs), kteří poskytují podobné služby jako školní psychologové v USA, a to přímo ve školách. Podobně jako v USA je zde velký důraz na podporu žáků se speciálními vzdělávacími potřebami.
- V Kanadě je systém podobný, přičemž ve školách působí školní psychologové a poradci. Kromě toho existují specializované programy pro děti se specifickými potřebami a široká síť veřejných i soukromých terapeutických služeb.
- V Austrálii také působí školní psychologové, kteří poskytují poradenství a diagnostiku, a podobně jako v jiných zemích jsou děti a mladí lidé podporováni prostřednictvím kombinace školních a externích služeb.